# Cocinachernes
Genre
Cocinachernes est un genre de pseudoscorpions de la famille des Chernetidae.

## Distribution
Les espèces de ce genre sont endémiques du Mexique.

## Liste des espèces
Selon Pseudoscorpions of the World (version 3.0) :
- Cocinachernes foliosus Hentschel & Muchmore, 1989

et décrite depuis :
- Cocinachernes akalchesis Villegas-Guzman & Córdova-Tabares, 2024

## Systématique et taxinomie
Ce genre a été décrit par Hentschel et Muchmore en 1989 dans les Chernetidae.

## Publication originale
- Hentschel & Muchmore, 1989 : « Cocinachernes foliosus, a new genus and species of pseudoscorpion (Chernetidae) from Mexico. » The Journal of Arachnology, vol. 17, no 3, p. 345-349 (texte intégral).